# ثريونين
الثريونين (بالإنجليزية: Threonine)‏ (رمزه Thr أو T)، وهو حمض ألفا - أميني قطبي، من الأحماض الأمينية الضرورية. يتوفر في الدواجن والأسماك واللحوم والبيض والجبن.